# Massimo Graziato
Massimo Graziato (Este, Padua, 25 de septiembre de 1988) es un ciclista italiano. Corrió tres temporadas para el equipo UCI ProTeam Lampre-Merida.

## Palmarés
2010
- Trofeo Edil C

2011
- 1 etapa del Giro del Friuli Venezia Giulia

## Resultados en Grandes Vueltas
| Carrera         | 2008 | 2009 | 2010 | 2011 | 2012 | 2013  | 2014 | 2015 | 2016 |
| --------------- | ---- | ---- | ---- | ---- | ---- | ----- | ---- | ---- | ---- |
| Giro de Italia  | -    | -    | -    | -    | -    | -     | -    | -    | -    |
| Tour de Francia | -    | -    | -    | -    | -    | -     | -    | -    | -    |
| Vuelta a España | -    | -    | -    | -    | -    | 144.º | -    | -    | -    |

-: no participa

Ab.: abandono

## Equipos
- Tinkoff Credit Systems (2008)[1]
- Lampre (2011-2013)
  - Lampre-ISD (2011[1]-2012)
  - Lampre-Merida (2013)
- African Wildlife Safaris Cycling Team  (01.01.2015-30.06.2015)
- Parkhotel Valkenburg (01.07.2015-2016)